# Disyunción columnar

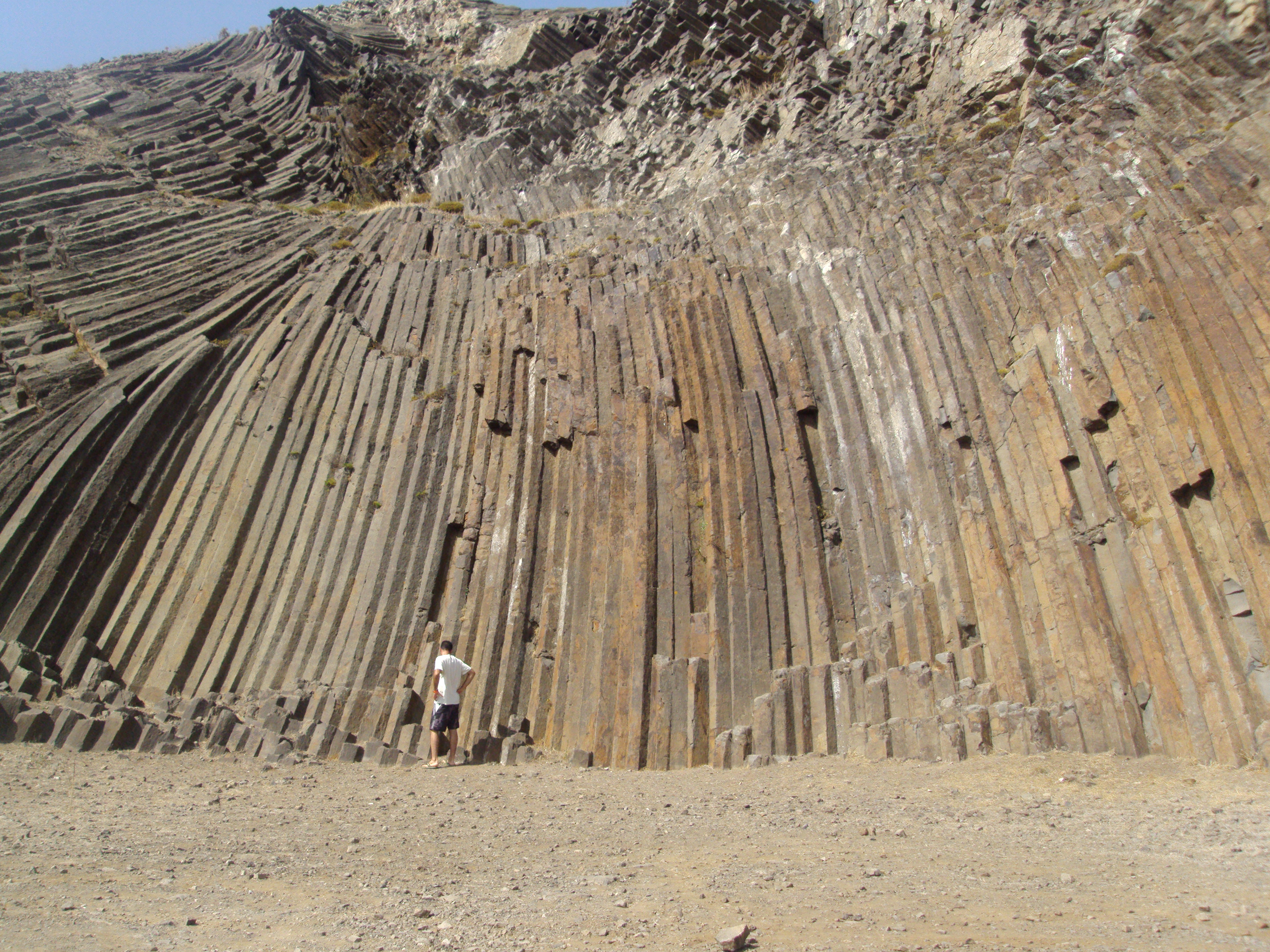
Disyunción columnar en basaltos de la isla Porto Santo.

La disyunción columnar es un tipo de diaclasado que se forma por tensiones internas cuando se enfrían masas de lava o magma superficiales o a poca profundidad. Las disyunciones columnares pueden formarse a partir de coladas de lava, láminas, diques, intrusiones superficiales e ignimbritas. Las rocas ígneas en las que se puede desarrollar disyunción columnar son principalmente basaltos, dando lugar a las conocidas como columnatas basálticas, pero pueden tener cualquier otra composición como por ejemplo andesítica, dacítica, riolítica o lamproítica.
Estas estructuras se han descrito también en el planeta Marte, en rocas expuestas en las paredes de algunos cráteres de impacto de Marte Vallis, Elysium Planitia y Hellas Planitia.

## Galería de imágenes

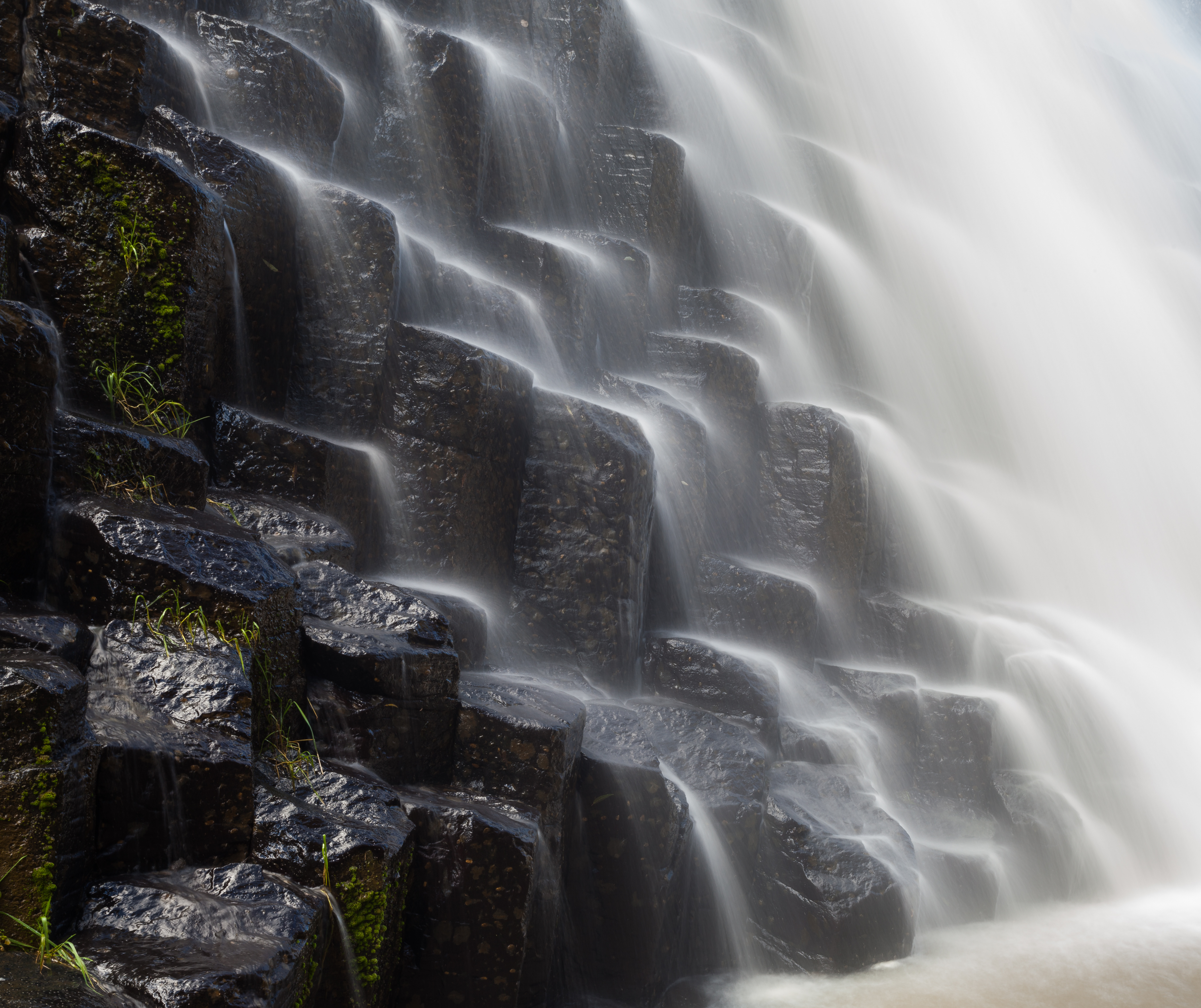
Prismas basálticos de Santa María Regla, Huasca de Ocampo, Hidalgo, México.
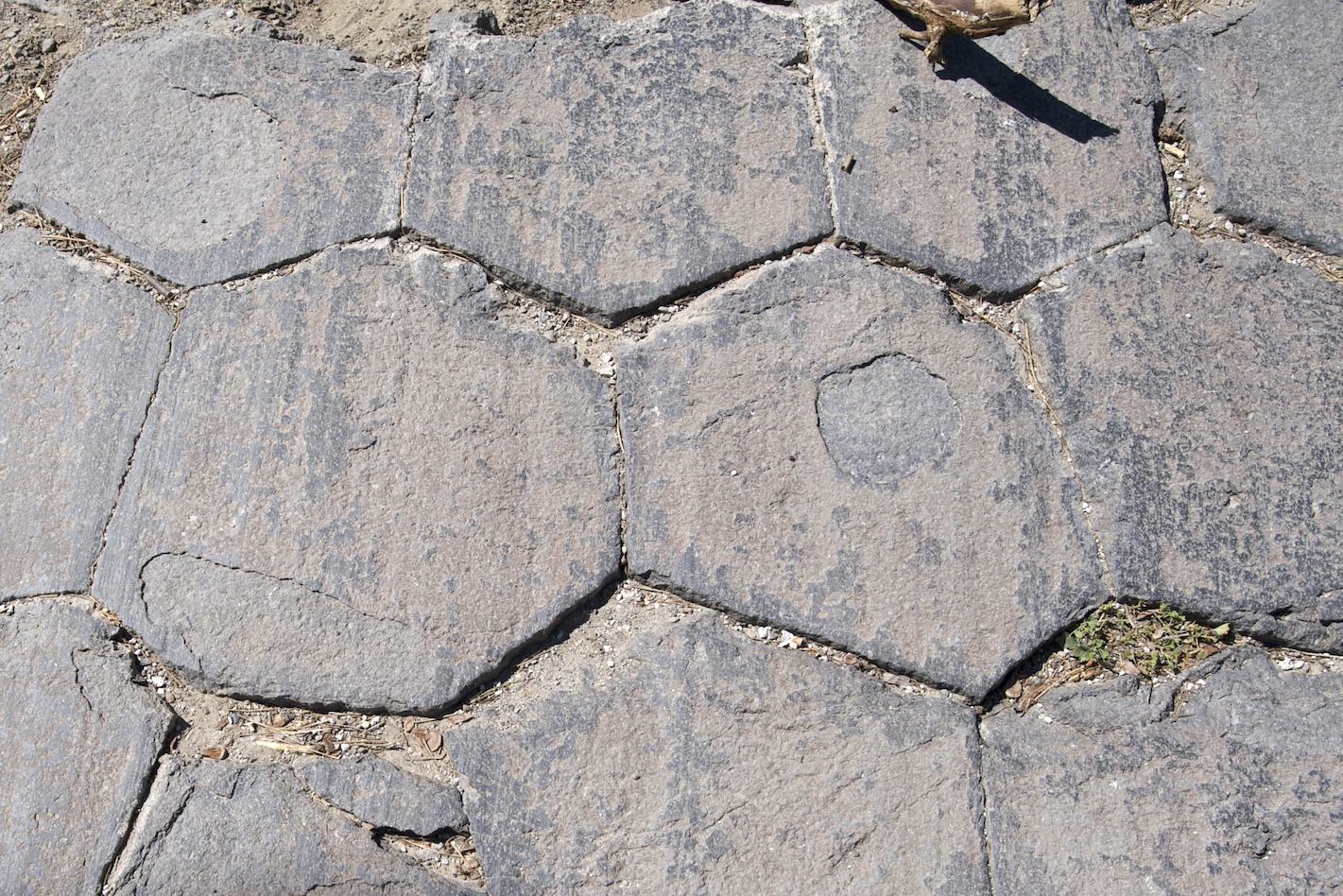
Vista perpendicular a los planos de diaclasado. Basaltos del Monumento Nacional Devils Postpile (California, EE. UU.). Sección debida a erosión glaciar.
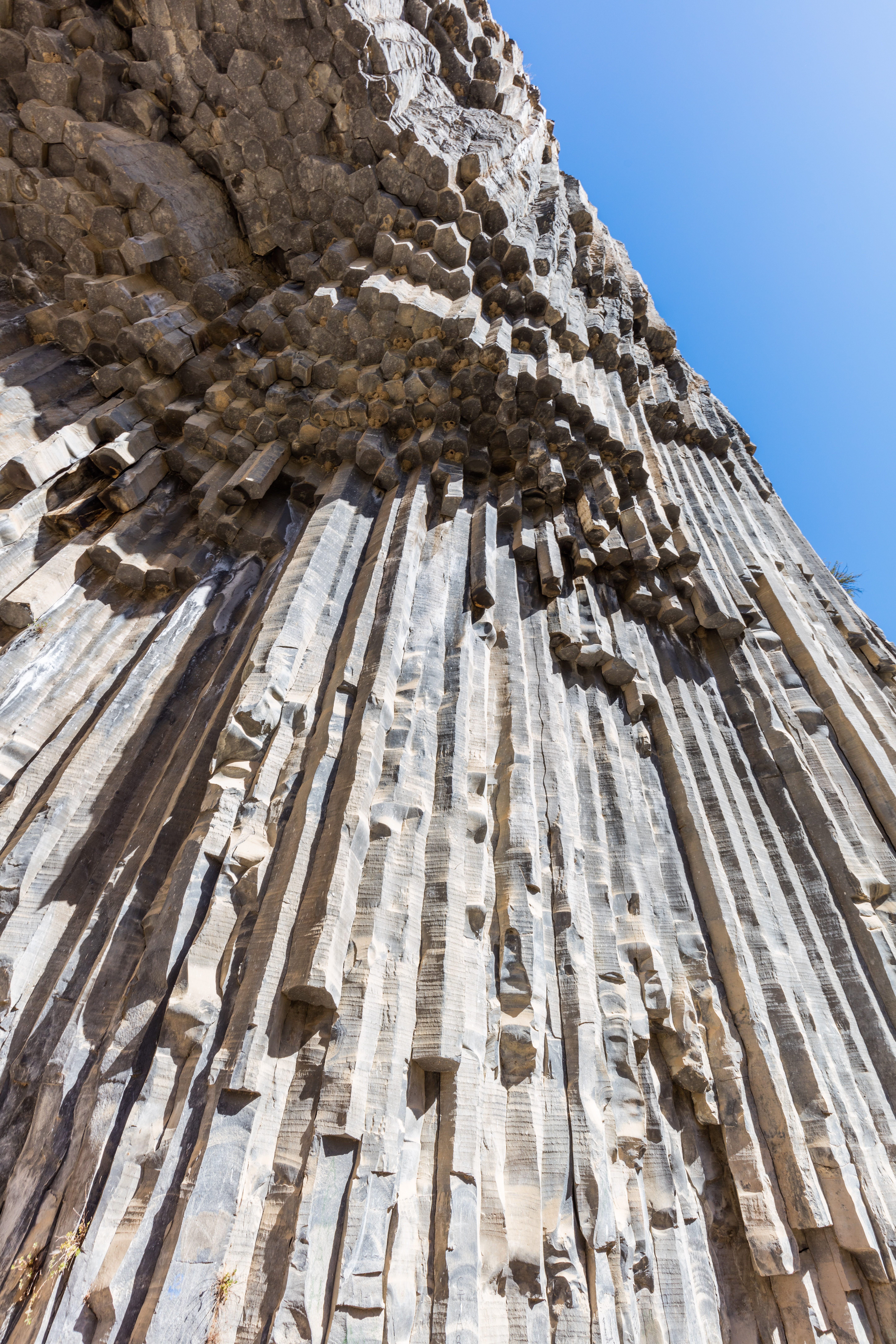
Sinfonía de las Piedras, valle de Garni, Armenia.
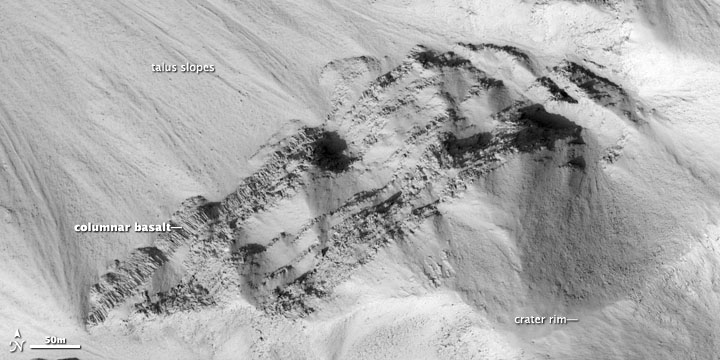
Rocas con disyunción columnar en el borde de un cráter en Marte Vallis (Marte).
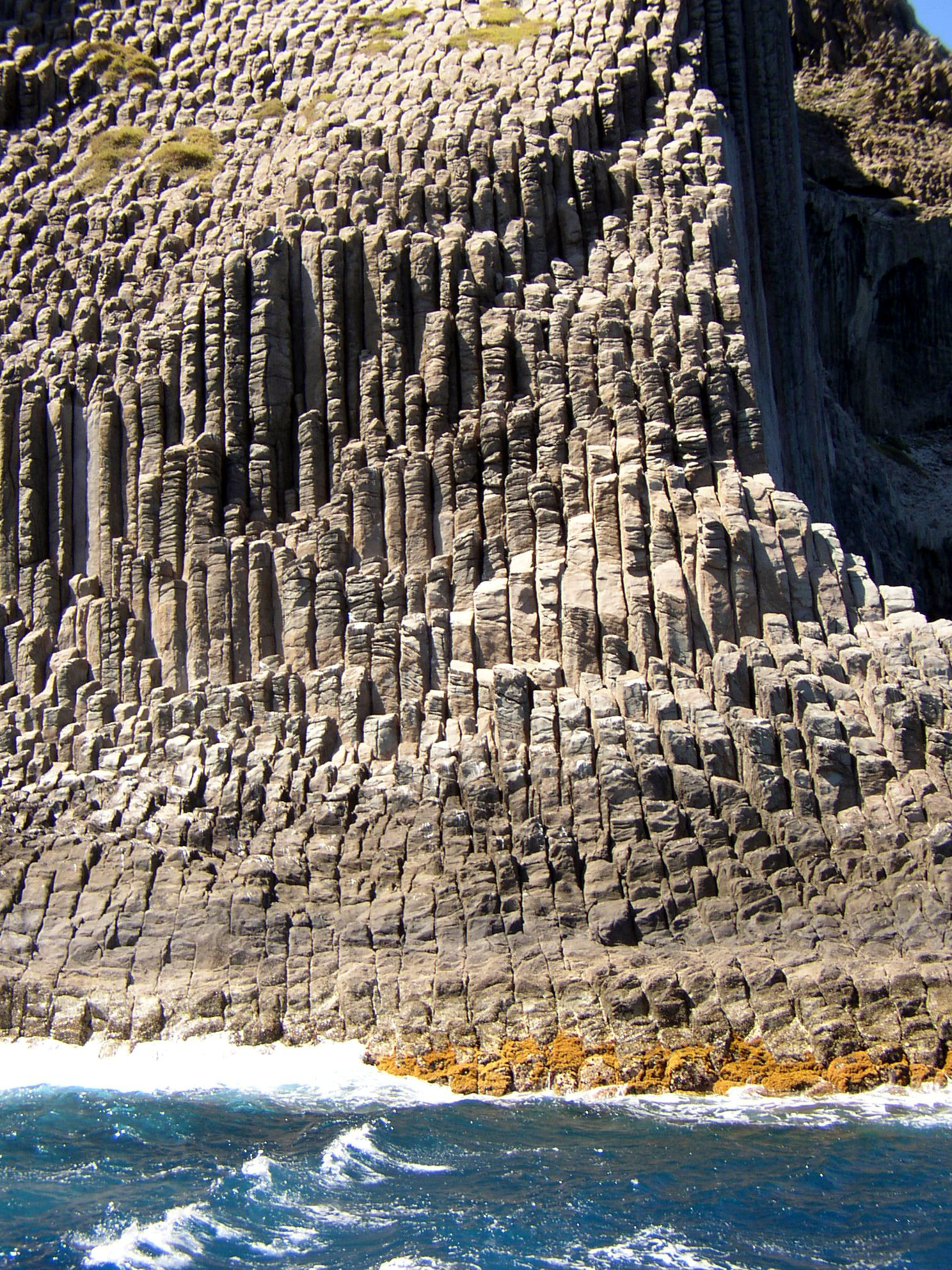
Los Órganos en la costa norte de La Gomera, cúmulo-domo traquítico expuesto por la erosión marina.